# Mohamed M'Changama
Mohamed M'Changama (Marsiglia, 9 giugno 1987) è un calciatore francese naturalizzato comoriano, attaccante del Changé.

## Biografia
Anche suo fratello Youssouf è un calciatore.

## Carriera

### Club
Ha giocato tra la seconda e la quinta divisione francese.

### Nazionale
Nel 2010 ha esordito in nazionale; è stato convocato per la Coppa delle nazioni africane 2021.

## Statistiche

### Cronologia presenze e reti in nazionale
| Cronologia completa delle presenze e delle reti in nazionale ― Comore | Cronologia completa delle presenze e delle reti in nazionale ― Comore | Cronologia completa delle presenze e delle reti in nazionale ― Comore | Cronologia completa delle presenze e delle reti in nazionale ― Comore | Cronologia completa delle presenze e delle reti in nazionale ― Comore | Cronologia completa delle presenze e delle reti in nazionale ― Comore | Cronologia completa delle presenze e delle reti in nazionale ― Comore | Cronologia completa delle presenze e delle reti in nazionale ― Comore |
| Data                                                                  | Città                                                                 | In casa                                                               | Risultato                                                             | Ospiti                                                                | Competizione                                                          | Reti                                                                  | Note                                                                  |
| --------------------------------------------------------------------- | --------------------------------------------------------------------- | --------------------------------------------------------------------- | --------------------------------------------------------------------- | --------------------------------------------------------------------- | --------------------------------------------------------------------- | --------------------------------------------------------------------- | --------------------------------------------------------------------- |
| 9-10-2010                                                             | Mitsamiouli                                                           | Comore                                                                | 0 – 1                                                                 | Mozambico                                                             | Qual. Coppa d'Africa 2012                                             | -                                                                     |                                                                       |
| 28-3-2011                                                             | Bamako                                                                | Libia                                                                 | 3 – 0                                                                 | Comore                                                                | Qual. Coppa d'Africa 2012                                             | -                                                                     |                                                                       |
| 5-6-2011                                                              | Mitsamiouli                                                           | Comore                                                                | 1 – 1                                                                 | Libia                                                                 | Qual. Coppa d'Africa 2012                                             | -                                                                     | Uscita                                                                |
| 8-10-2011                                                             | Matola                                                                | Mozambico                                                             | 3 – 0                                                                 | Comore                                                                | Qual. Coppa d'Africa 2012                                             | -                                                                     |                                                                       |
| 5-3-2014                                                              | Martigues                                                             | Burkina Faso                                                          | 1 – 1                                                                 | Comore                                                                | Amichevole                                                            | -                                                                     | 67’                                                                   |
| 30-5-2014                                                             | Moroni                                                                | Comore                                                                | 1 – 1                                                                 | Kenya                                                                 | Qual. Coppa d'Africa 2015                                             | -                                                                     | 63’                                                                   |
| 13-6-2015                                                             | Ouagadougou                                                           | Burkina Faso                                                          | 2 – 0                                                                 | Comore                                                                | Qual. Coppa d'Africa 2017                                             | -                                                                     | 65’                                                                   |
| 5-9-2015                                                              | Moroni                                                                | Comore                                                                | 0 – 1                                                                 | Uganda                                                                | Qual. Coppa d'Africa 2017                                             | -                                                                     | 65’                                                                   |
| 7-10-2015                                                             | Moroni                                                                | Comore                                                                | 0 – 0                                                                 | Lesotho                                                               | Qual. Mondiali 2018                                                   | -                                                                     | 65’                                                                   |
| 27-5-2015                                                             | Maseru                                                                | Lesotho                                                               | 1 – 1                                                                 | Comore                                                                | Qual. Mondiali 2018                                                   | 1                                                                     | 78’ 87’                                                               |
| 17-11-2015                                                            | Kumasi                                                                | Ghana                                                                 | 2 – 0                                                                 | Comore                                                                | Qual. Mondiali 2018                                                   | -                                                                     | 57’                                                                   |
| 24-3-2017                                                             | Mitsamiouli                                                           | Comore                                                                | 2 – 0                                                                 | Mauritius                                                             | Qual. Coppa d'Africa 2019                                             | -                                                                     | 68’                                                                   |
| 28-3-2017                                                             | Belle Vue Maurel                                                      | Mauritius                                                             | 1 – 1                                                                 | Comore                                                                | Qual. Coppa d'Africa 2019                                             | -                                                                     |                                                                       |
| 4-6-2017                                                              | Marsiglia                                                             | Togo                                                                  | 2 – 0                                                                 | Comore                                                                | Amichevole                                                            | -                                                                     | 76’                                                                   |
| 10-6-2017                                                             | Lilongwe                                                              | Malawi                                                                | 1 – 0                                                                 | Comore                                                                | Qual. Coppa d'Africa 2019                                             | -                                                                     | 62’                                                                   |
| 27-5-2018                                                             | Polokwane                                                             | Comore                                                                | 1 – 1                                                                 | Seychelles                                                            | Coppa COSAFA 2018 - 1º turno                                          | 1                                                                     |                                                                       |
| 29-5-2018                                                             | Polokwane                                                             | Mozambico                                                             | 3 – 0                                                                 | Comore                                                                | COSAFA Cup 2018 - 1º turno                                            | -                                                                     |                                                                       |
| 31-5-2018                                                             | Polokwane                                                             | Madagascar                                                            | 1 – 0                                                                 | Comore                                                                | COSAFA Cup 2018 - 1º turno                                            | -                                                                     | 49’                                                                   |
| 29-3-2021                                                             | Il Cairo                                                              | Egitto                                                                | 4 – 0                                                                 | Comore                                                                | Qual. Coppa d'Africa 2021                                             | -                                                                     | 46’                                                                   |
| 24-6-2021                                                             | Il Cairo                                                              | Palestina                                                             | 4 – 0                                                                 | Comore                                                                | Qual. Coppa araba 2021                                                | -                                                                     | 73’                                                                   |
| Totale                                                                |                                                                       | Presenze                                                              | 20                                                                    |                                                                       | Reti                                                                  | 2                                                                     |                                                                       |